# Родесхол
Родесхол (нід. Roodeschool) — село в нідерландській провінції Гронінген. Входить до муніципалітету Гет-Гогеланд.
Його площа становить 0,60км², а населення станом на 2021 рік складало 845 осіб.

## Галерея

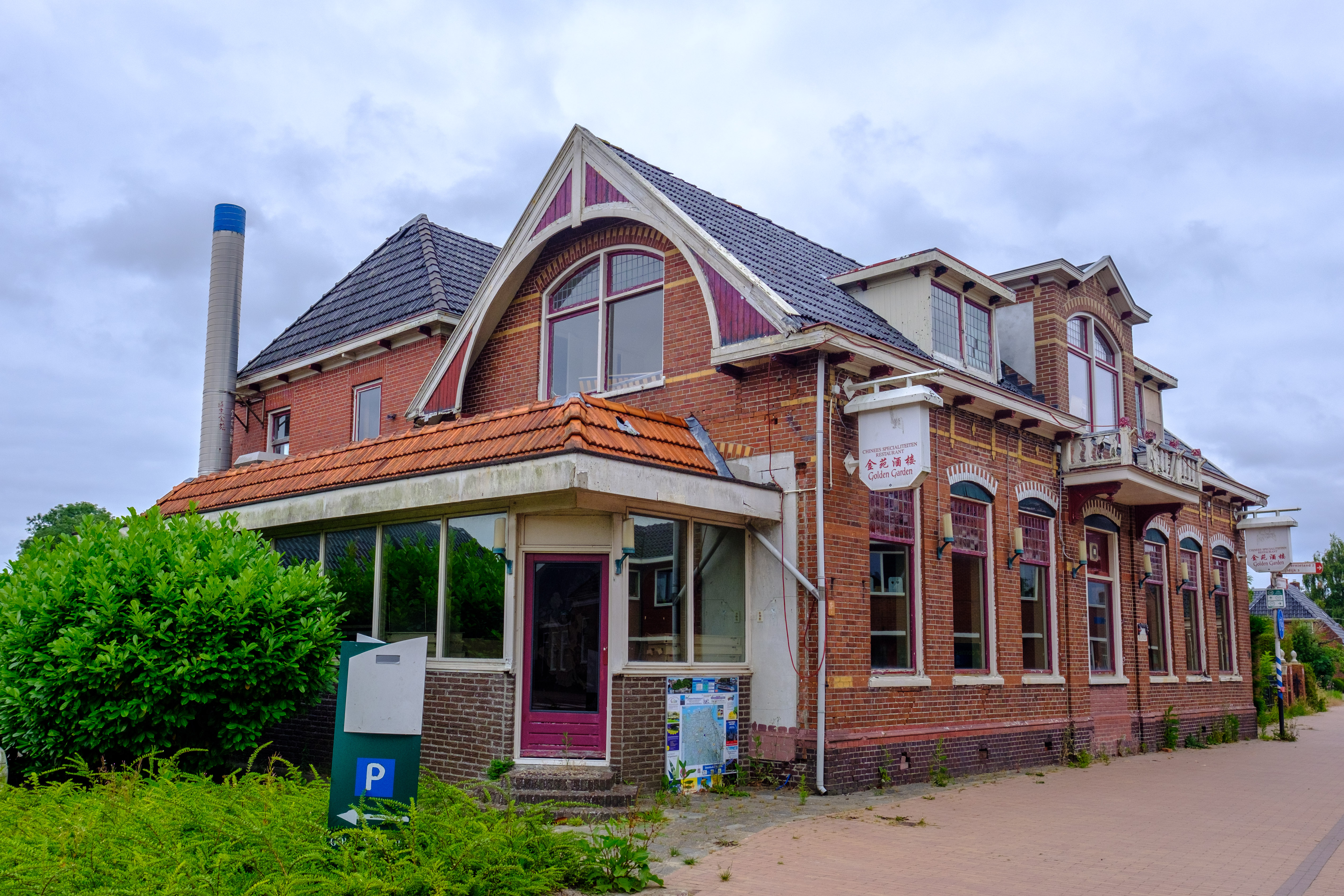
Китайський ресторан у селі
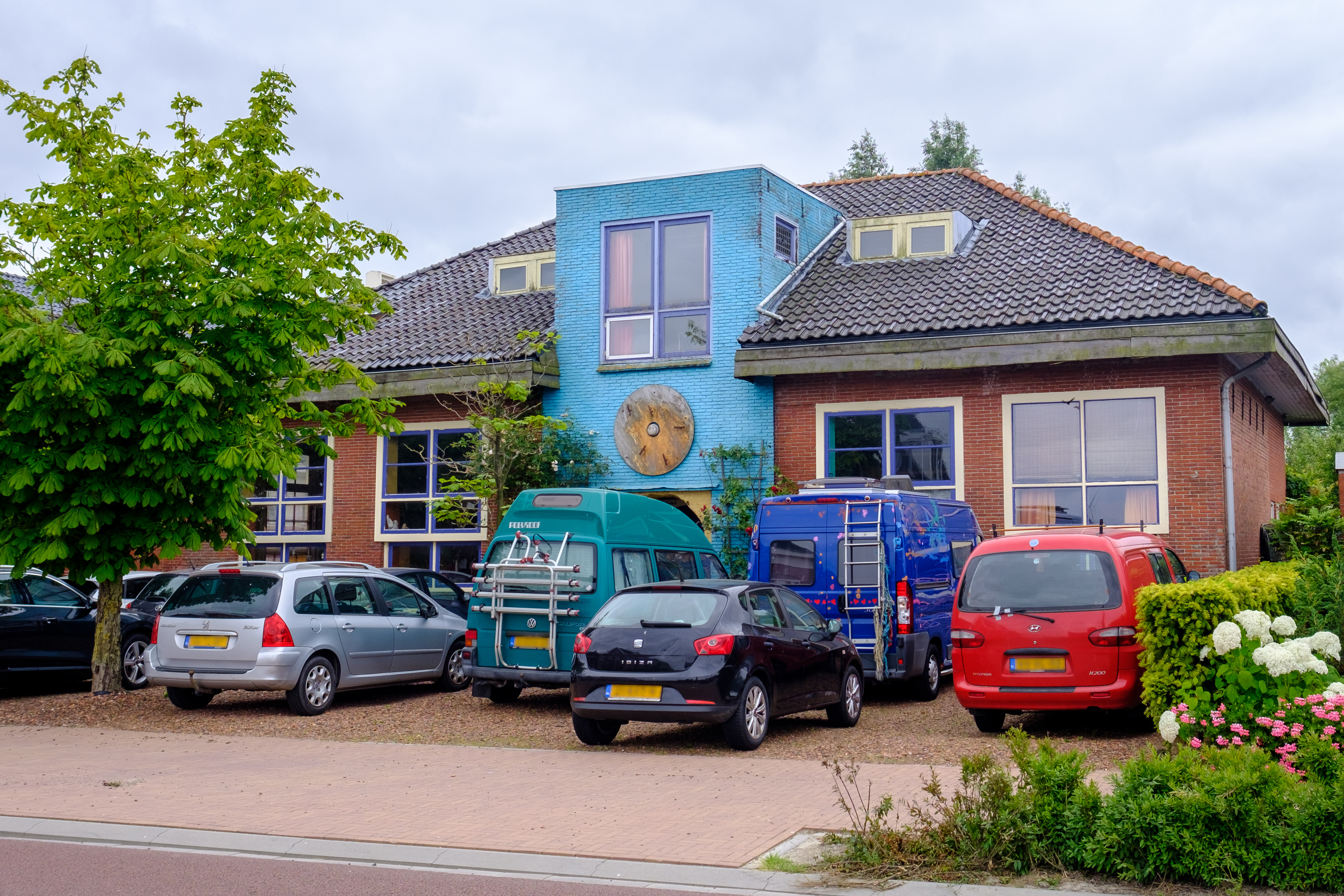
Школа
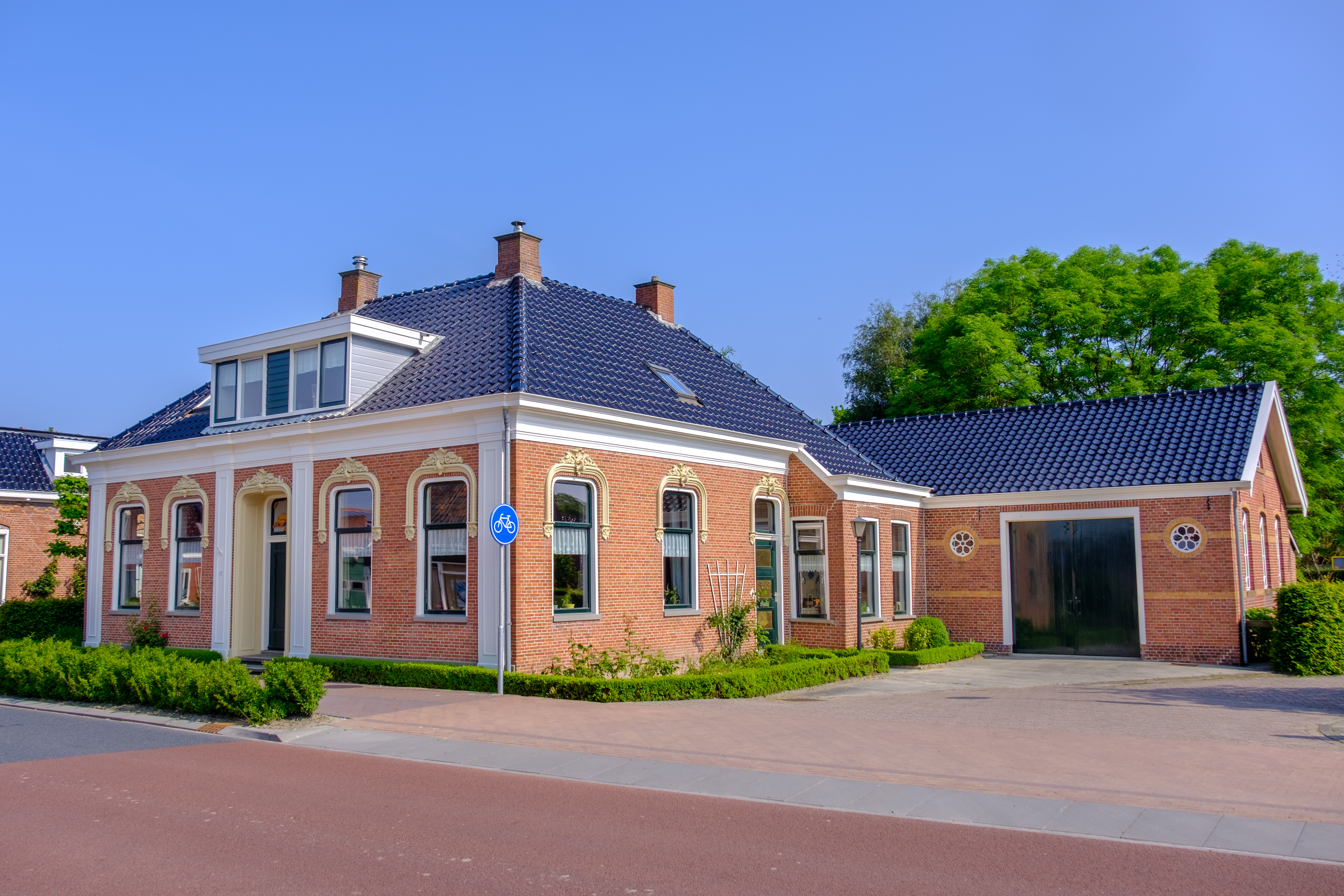
Сільський будинок
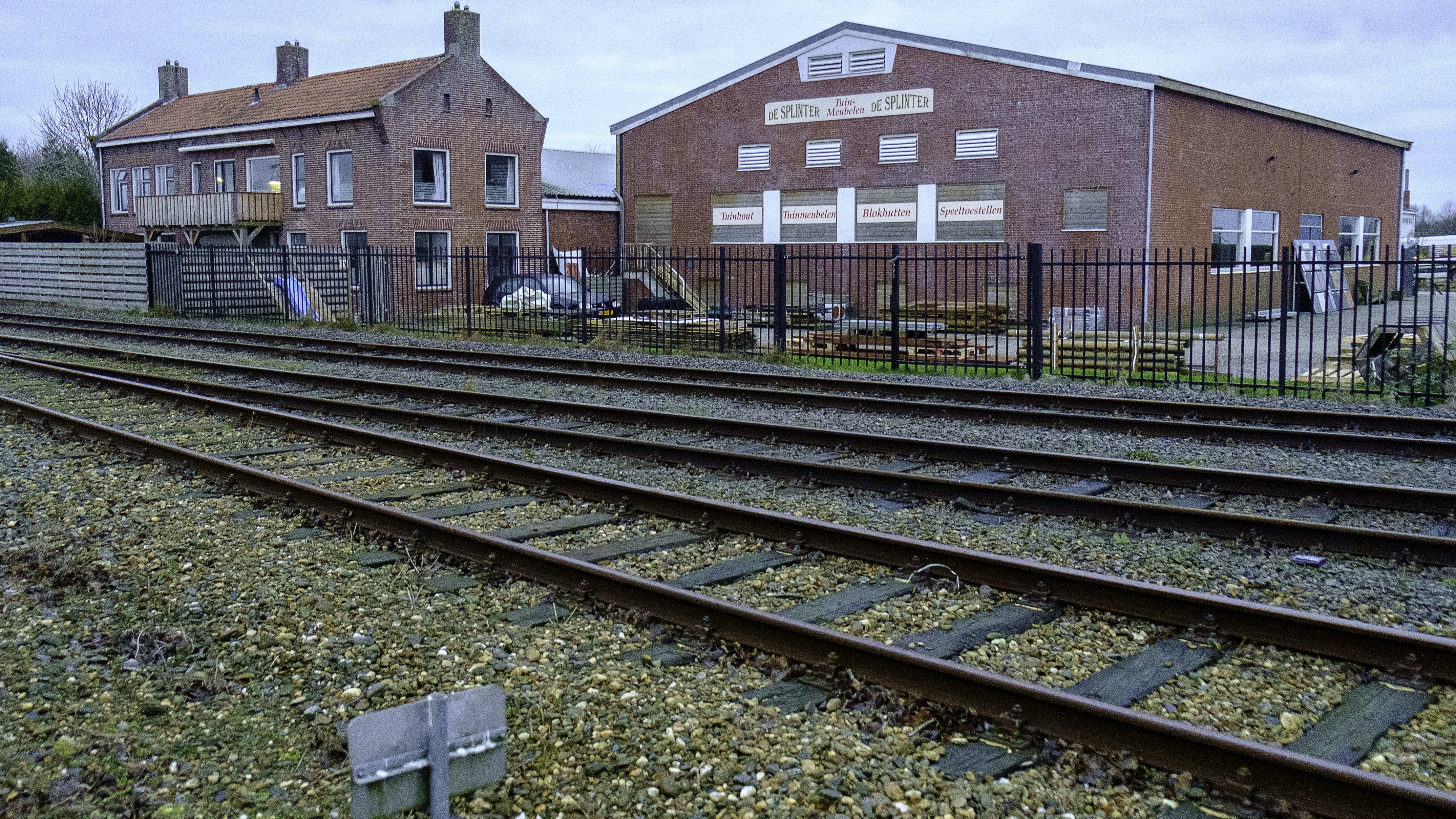
Магазин садових меблів